# Szczawno-Zdrój
Szczawno-Zdrój ([ˈʃʧavnɔ ˈzdruj], en allemand : Ober Salzbrunn, jusqu'en 1935, puis Bad Salzbrunn) est une ville (miasto) et une commune (gmina) du comté (powiat) de Wałbrzych, dans la voïvodie de Basse-Silésie, en Pologne. Avant 1945, la ville faisait partie de l'Allemagne.

## Histoire

### Les origines
Szczawno-Zdrój est une des plus anciennes stations thermales de Basse-Silésie ; ses sources sont connues depuis le XVIe siècle. Le village de Salzbrunn est fondé, probablement vers 1200, sous le règne du duc Henri Ier, lors de la colonisation de la lisière nord de la forêt. La première mention du village, sous le nom de « Salzborn », se trouve dans le « Livre de Henri » (document rédigé sous Henri Ier le Barbu), en 1221. Le noyau du peuplement se situe dans la partie basse de la commune actuelle, dans le quartier de Nieder Salzbrunn (de), dont le nom apparaît pour la première fois, en 1352, lors de la vente d'un terrain non clos appartenant à l'abbaye de Grüssau et où une église paroissiale est construite en 1318. C'est également en 1318 qu'est édifié un hospice pour les lépreux, que l'on soigne avec les eaux de la source supérieure (Oberbrunnen). En 1385, on rencontre la dénomination d'« Obir-Salczborn ». À la fin du XIIIe siècle, le village dépend du château de Książ, avant d'appartenir au duché de Wroclaw.

### Sous la domination tchèque
En 1392, après la mort d'Agnès, épouse de Bolek II, Szczawno tombe, avec le duché de Schweidnitz, entre les mains du roi tchèque Wenceslas de Bohême. C'est, par la suite, un bien hypotécaire des gouverneurs de province tchèques établis à Fürstenstein. En 1410, Janko Chociemic l'achète aux frères Conrad et Albrecht Salzbornów. En 1464, Szczawno revient à nouveau au roi de Bohême. En 1509, le domaine est acheté par Conrad von Hochberg (Hoberg ou Hohberg), dont les descendants conservent Szczawno jusqu'en 1931. En 1555, Obersalzbrunn comporte 55 exploitations paysannes.

### La période prussienne
Les propriétés curatives des eaux sont examinées et confirmées en 1598, par  Caspar Schwenckfeldt, de Hirschberg, médecin à la cour des Hochberg. Après la guerre de Trente Ans, il ne reste plus que vingt exploitations agricoles en activité. Au XVIIIe siècle, le tissage à domicile prend de l'importance. En 1735, on compte 42 tisseurs à Obersalzbrunn.
Lors de la Première Guerre de Silésie, en 1742, Obersalzbrunn, comme la quasi-totalité de la Silésie, revient à la Prusse. Lors de la réorganisation de ce pays, en 1815, la ville fait partie de la province de Silésie.
Le thermalisme ne se développe qu'à partir de 1815, avec les thermes du Dr Zemplin. En 1816, la ville est rattachée à l'arrondissement de Waldenburg, dans lequel elle demeure jusqu'en 1945. La Wilhelmshöhe est édifiée en 1823. La station est alors fréquentée par les membres de la cour royale prussienne. Elle accueille, en 1825, le comte Helmuth Karl Bernhard von Moltke. En 1830, le promenoir (Elisenhalle) est construit, les jardins tracés et les arbres d'ornement plantés et la route d'accès au village est construite. 1838 voit le séjour du tsar russe Nicolas Ier et de l'impératrice Alexandra Feodorovna. Le 26 juin 1842, un incendie détruit 36 maisons à Obersalzbrunn et Niedersalzbrunn. La route est prolongée jusqu'à Weißstein (de) en 1846. En juillet 1847, le grand écrivain russe Vissarion Belinski, le « père de l'intelligentsia russe », écrit, à l'Hôtel Marienhof, sa fameuse Lettre à Gogol, qui est, en fait, son testament. Une plaque commémorative, posée en 1965, 27 rue Sienkiewicz, rappelle le fait. La création, en 1850, de la colonie de Sandberg marque le début du développement industriel de Salzbrunn. En 1853, avec la construction de la gare ferroviaire de Sorgau/Nieder Salzbrunn, la station thermale est reliée par une voie de chemin de fer à Breslau, puis, en 1878, à Halbstadt (de), en Bohême.
En 1874, le district d'Obersalzbrunn, qui comprend, outre Obersalzbrunn, les communautés rurales de Hartau, Konradsthal (de) et Neu Salzbrunn est constitué. L'Elisenhalle est restaurée en 1893. En 1897, une roseraie est créée. L'année 1907 est celle de la jonction avec le chemin de fer du Waldenburg (de). En 1911, le Schlesisches Hof est construit. Ludwik Lejzer Zamenhof fait une cure à Salzbrunn en juillet 1912.
Au début des années 1920, Obersalzbrunn est une des premières stations thermales de Silésie. Durant la saison 1924/1925, le propriétaire de l'époque, Johann Heinrich IX von Hochberg, prince de Pleß, fait installer un parcours de golf, sur lequel ont lieu, à la fois, le Championnat de Silésie et celui d'Allemagne, en 1925. La société Bad Salzbrunner Kur- und Heilbad GmbH est créée en 1931, exploitant les sources d'Oberbrunnen, Mühlbrunnen, Kronenquelle et Marthaquelle. Le village de Sandberg est réuni à Obersalzebrunn en 1933, dans le cadre du district urbain de Waldenburg. En 1935, la ville est renommée Bad Salzbrunn et devient, deux ans plus tard, station thermale d'État prussienne.

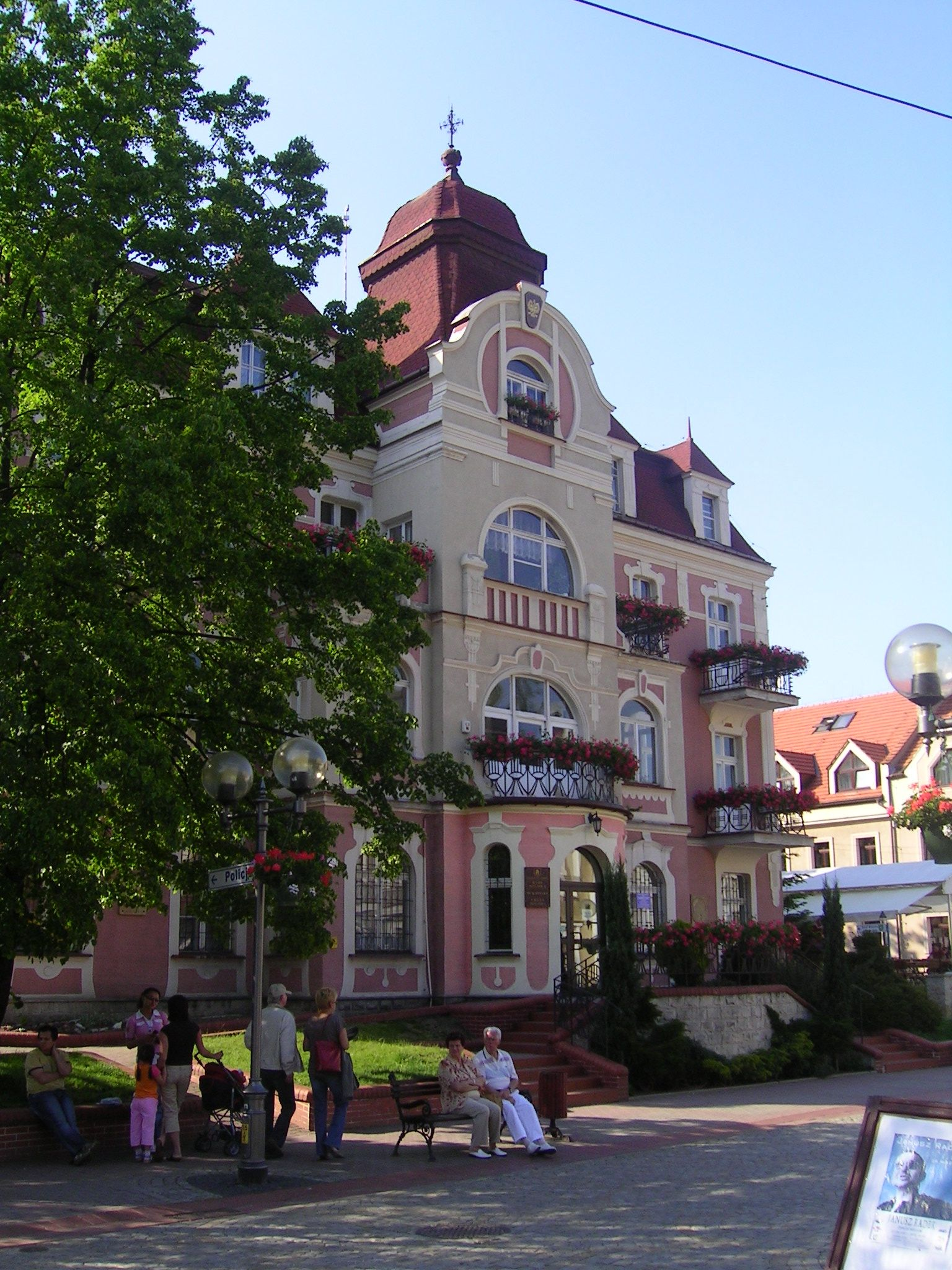
Hôtel de ville.

### La ville de Pologne
En 1945, après la Seconde Guerre mondiale, Bad Salzbrunn est rattachée, à la suite des décisions de la Conférence de Potsdam, et comme la plus grande partie de la Silésie, à la Pologne et obtient le statut de municipalité. Sandberg devient une municipalité indépendante, sous le nom de Piaskowa Góra. La  population allemande de l'époque est, en grande partie, déportée en Allemagne, du moins ceux qui n'ont pas déjà pris la fuite. Les nouveaux habitants sont, en partie, des expulsés de Pologne orientale. En 1945 et 1946, l'administration polonaise désigne la ville sous le nom de Solice Zdrój, avant que ne soit adoptée la dénomination actuelle. En 1955, Piaskowa Góra est réunie à la commune de Wałbrzych. Entre 1975 et 1998, la ville fait partie de la Voïvodie de Wałbrzych.

## Géographie
Szczawno-Zdrój est située dans les montagnes de Walbrzych (de), au nord des Sudètes centrales (en), à trois km au nord-ouest de Wałbrzych, à 66 km au sud-ouest de la capitale régionale, Wrocław, et à 362 km de Varsovie. Elle est au pied du mont Chełmiec (851 m), le second plus haut sommet des montagnes de Walbrzych, d'origine volcanique. Ses pentes sont couvertes de forêts de hêtres, de sapins, d'érables, de frênes et de mélèzes. La ville est entourée de collines boisées. La municipalité occupe 2,89 % de la superficie de la voïvodie. Environ 60 % de la superficie de la commune est occupée par les espaces naturels : forêts, pâturages, prairies et vergers, dont 36 % pour les terres arables et les pâturages.

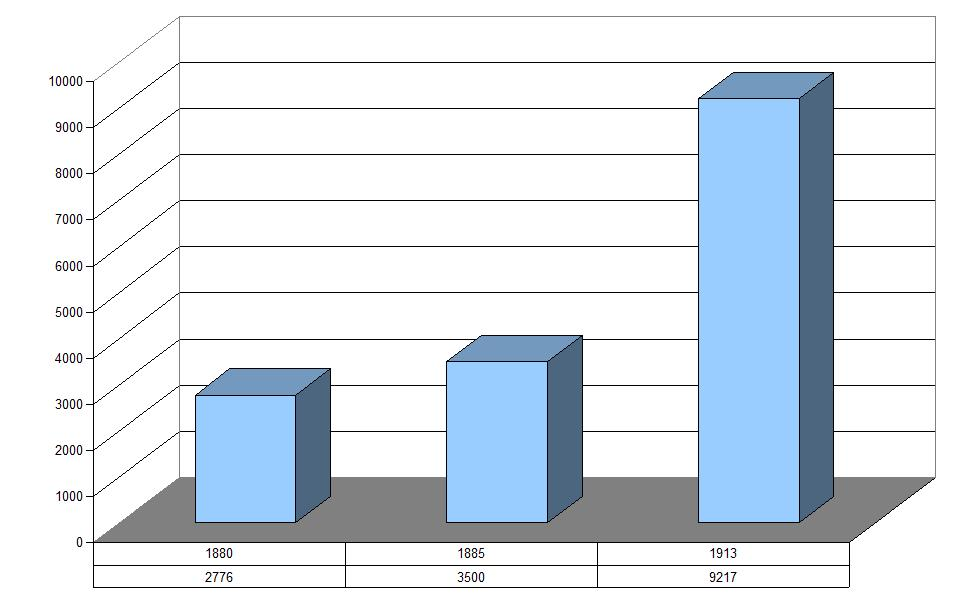
Évolution du nombre de curistes à Obersalzbrunn.

Szczawienko (de) et Świebodzice, au nord-est, Pogorzała (Seifersdorf) et Stary Zdrój, à l'est, Biały Kamień (de), au sud, Konradów, au sud-ouest, et Struga, au nord-ouest. Les villes de Boguszów-Gorce, Stare Bogaczowice et Wałbrzych sont également proches. Szczawno-Zdrój est dans le fuseau horaire Heure normale d'Europe centrale (UTC+1), en hiver, et dans le fuseau horaire Heure d'été d'Europe centrale (UTC+2), en été.

## Économie
Szczawno-Zdrój est une station thermale de renom. On y trouve une usine d'embouteillage des eaux médicinales, commercialisées sous les marques « Dàbrówka » et « Mieszko ». Il y a une agence bancaire.
| 1880  | 1885  | 1913  |
| ----- | ----- | ----- |
| 2 776 | 3 500 | 9 217 |

En 2002, le revenu moyen par habitant est de 776,45 € (3 071,87 zł).

## Administration
Dans le Système d'identification des noms de subdivisions (pl) (TERC) du Registre national des divisions territoriales (pl) (TERYT), Szczawno-Zdrój est répertoriée sous le code 5020121031. La municipalité ne comporte pas de subdivision administrative.
La ville possède une police municipale et un bureau de poste. Le maire est Tadeusz Wlaźlak, avec Ursula Burek comme adjointe, Teresa Bebel comme secrétaire et Krystyna Papierz comme trésorière.

### Armoiries
Le blason de Szczawno-Zdrój montre, sur fond vert, une chapelle blanche avec un dôme rouge et des portes jaunes ouvertes, à travers lesquelles une grande cuillère en argent est visible. Il date de 1745.

### Toponymie
Jusqu'à tout récemment, le nom de la ville s'écrivait Szczawno Zdroj, sans trait d'union. En 2004, le Conseil de la langue polonaise (en) décide, en accord avec la loi du 29 août 2003, que tous les toponymes comportant deux noms, dont le second est Zdrój, seront unis par un trait d'union. Depuis, l'orthographe officielle de la ville est Szczawno-Zdroj.

## Personnalités liées à la commune

### Personnalités originaires de la ville
- Erdmann von Reitzenstein (de) (1844-1922), général prussien.

L'écrivain et dramaturge de langue allemande Carl Hauptmann (11 mai 1858 - 1921), auteur de Marianne (1894), Ephraims Breite (1898) et  Mathilde (1902), est né à Szczawno-Zdrój (alors appelée Obersalzbrunn), ainsi que son frère, Gerhart Johann Robert Hauptmann (15 novembre 1862 - 6 juin 1946), dramaturge et écrivain naturaliste, lauréat du Prix Nobel en 1912 et auteur de Faust - Eine deutsche Volkssage.

### Curistes de la station thermale
- Zygmunt Krasinski.
- Henryk Wieniawski, violoniste et compositeur, en 1855 et en 1857.
- Le roi de Saxe.
- L'empereur allemand Guillaume II.
- Le roi de Grèce Constantin Ier.

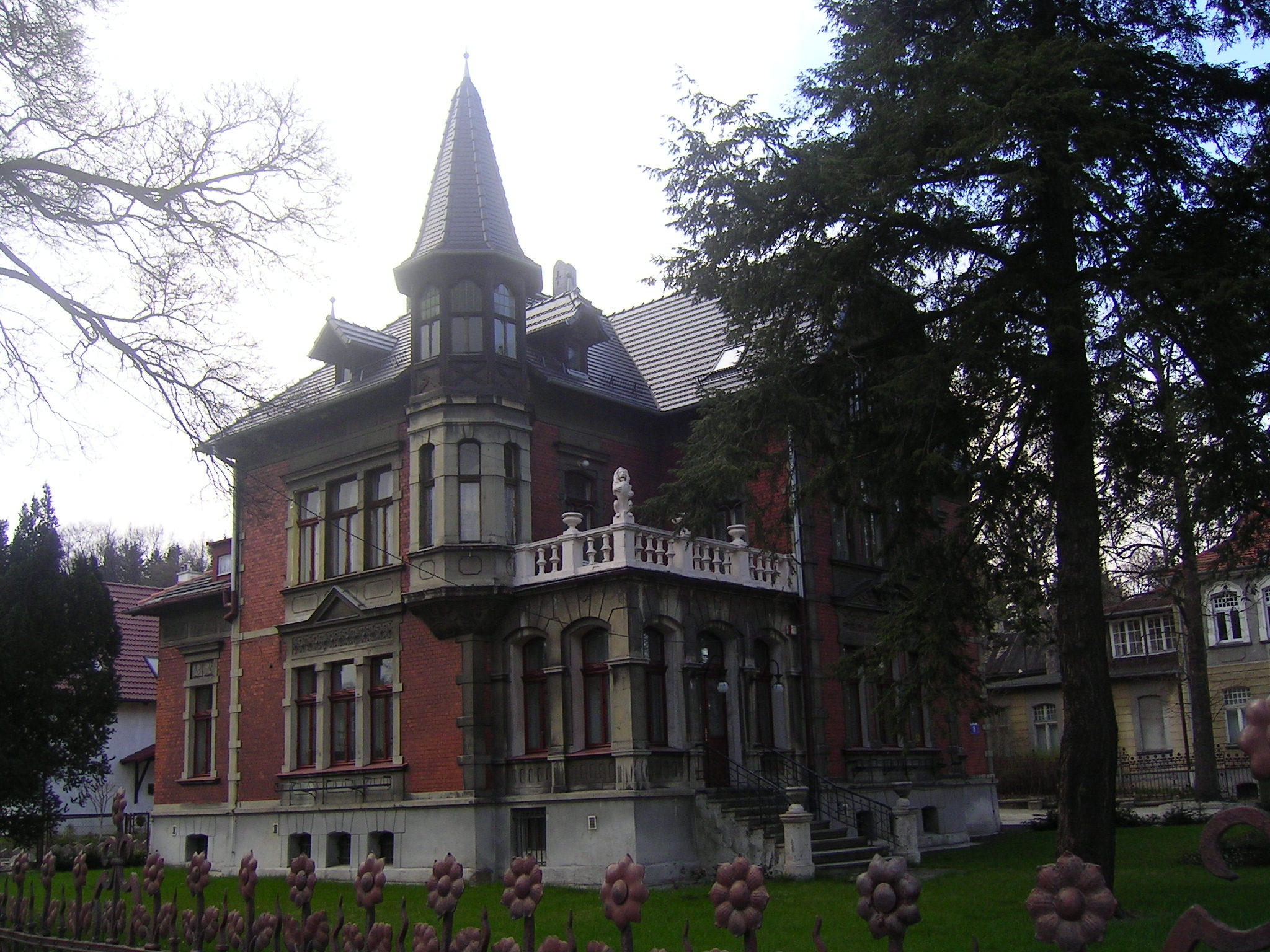
Une villa, rue des chemins de fer.

- Le tsar Nicolas Ier.
- Winston Churchill.
- Ivan Tourgueniev.
- Casaroli.
- Le cardinal Adam Sapieha.
- Ludwik Zamenhof.
- Hipolit Cegielski (de).
- Jaroslaw Iwaszkiewicz.
- Jan Brzechwa.

## Géologie
Les eaux thermales de Szczawno-Zdrój sont riches en anions bicarbonate HCO3− et oxalate C2O42−, et  en cations sodium Na+, calcium Ca2+ et magnésium Mg2+. La ville possède cinq sources exploitées. La source Martha se caractérise par la présence du radionucléide 222
86Rn de l'élément radon Rn. Son activité atteint 325,6 Bq/L et est relativement constante dans le temps. Le radon provient de la désintégration α du nucléide 226
88Ra de l'élément radium, présent dans les grès environnants.

## Monuments et sites touristiques
Szczawno-Zdrój dispose de deux parcs de style anglais, le parc des thermes et le parc suédois, occupant une superficie totale de 10,7 hectares. Ils abritent environ 180 espèces végétales, parmi lesquelles 130 espèces d'arbres et arbustes. Les rhododendrons et les azalées, avec leur belles floraison au printemps, sont particulièrement remarquables. Les parcs ont été créés aux XVIIIe et XIXe siècles. En 1996, la restauration du parc des thermes est entreprise, dans le but de rendre à ce dernier son aspect de la fin du XIXe siècle, quand sa popularité était à son apogée.
La source thermale regroupe un ensemble de bâtiments : le pavillon de soins, le théâtre, dont les décorations remontent à 1890, le club des curistes, le promenoir (Elisenhalle) et le kiosque à musique. La salle des pompes, construite en 1894, a été détruite par un incendie durant l'hiver 1992, et reconstruite à l'identique en 1996.
La Maison des bains (actuel sanatorium municipal), située 14 rue des chemins de fer, est construite, en 1910-1911, à l'instigation de Jean-Henri XV d'Hochberg, prince de Pless. Son architecture a inspiré celle du Grand Hôtel de Sopot. Entre 1911 et 1934, elle porte le nom de Grand Hôtel. La décoration intérieure est supervisée par Maria Teresa Olivia von Pless, épouse du prince Jean Henry XV, connue aussi sous le diminutif de Princesse Daisy. Entre 1935 et 1945, le bâtiment est rebaptisé Manoir de Silésie (Kurhotel Schlesische Hof). Il accueille, entre autres, Winston Churchill.
La tour de l'horloge est construite en 1818 sur une pente dans le parc thermal, près de l'endroit où ont été retrouvés des puits préhistoriques vieux d'environ deux mille ans. Parmi les autres curiosités de la ville, on peut mentionner la villa située 8 rue des chemins de fer, la Croix du Jubilé, à l'intersection de la rue de l'armée polonaise et de celle des chemins de fer, et l'église de l'Assomption, de 1936-1937.
Le sanatorium « Korona Piastowska » est, à l'origine, un hôtel construit par la famille Hauptmann. Il porte alors le nom de « Zur Krone », puis, après 1872, « Zur preußischen Krone ». C'est la maison natale des frères Carl et Gerhart Hauptmann.
La maison à colombages, construite en 1623 par le tanneur Adam Salzborn et située dans le parc des thermes, est acquise par l'établissement en 1818 et transformée en pension, sous le nom de « Wiesenhaus ». Elle est démolie en 1945.
Le château Fürstenstein est à trois kilomètres au nord de Szczawno-Zdrój. Celui de Ksiàż, à 6,6 km, date du XIIIe siècle.
Le jardin d'hiver de la famille Lubiech, datant de 1911, présente une collection des palmiers et beaucoup d'espèces rares de plantes exotiques. Dans les alentours, dans une carrière, se trouve un lac pittoresque, le lac Daisy, entouré par la forêt.

### Itinéraires de randonnée pédestre
- Balisage bleu - le Sentier européen E3 conduit au sommet du mont Chełmiec (851 m), où se trouvent une tour d'observation en pierre, un relais de télévision et une grande croix en métal, dont l'érection, en 2000, a provoqué beaucoup de controverses. Du haut de la tour, le panorama couvre presque toutes les Sudètes centrales.
- Balisage vert - Marciszów Górny – Krąglak – Gostków – Trójgarb – Bacówka Pod Trójgarbem – Lubomin – Chełmiec -Boguszów PKP – Dzikowiec Wielki – Unisław Śląski – Sokołowsko-Schronisko Andrzejówka – Rybnica Leśna – Wałbrzych Główny PKP
- Balisage jaune - Bolków – Półwsie – Nagórnik – Łysica (pl) – Nowe Bogaczowice – Trójgarb (pl) – Bacówka Pod Trójgarbem (pl) – Lubomin – Szczawno-Zdrój
- Balisage jaune-bleu-jaune - Strzegom PKS – Stawiska – Dobromierz – Pietrzyków – Chwaliszów – Château de Cisy (de) – Struga – Czerwone Wzgórze – Szczawno-Zdrój – Wałbrzych Podzamcze (pl) – Siodełko Pod Starym Książem – Château de Książ – Witosz – Jeziorko Daisy (pl) – Witoszów Górny – Świdnica Miasto PKP

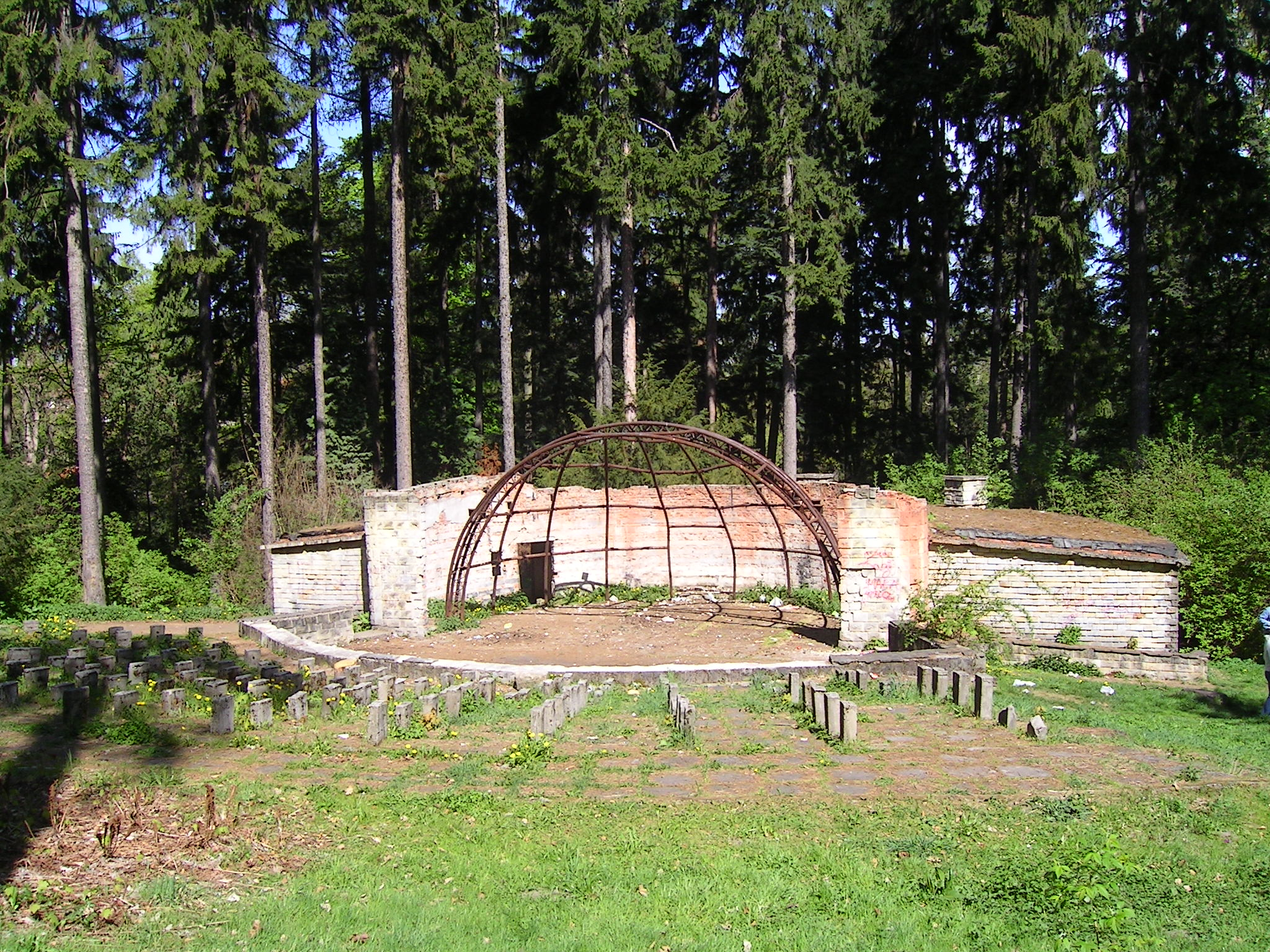
Amphitéâtre de Szczawno-Zdrój.

### Tourisme
La ville possède quatre hôtels, quinze gîtes et chambres d'hôtes, douze restaurants et quatorze cafés et bars. Il y a une piscine de plein air, des courts de tennis et un terrain de sport. L'équitation se pratique, en été, à Szczawno-Zdrój.

## Culture
Le centre thermal de Szczawno-Zdrój est le siège du centre culturel Młyn et possède un théâtre, datant de 1860, avec une salle de style néo-rococo, dans laquelle ont lieu des concerts et des représentations de théâtre et d'opéra. La ville possède une bibliothèque municipale. À partir de 1966, un festival annuel, qui se tient en juin est consacré à Henryk Wieniawski. La commune héberge aussi les cours d'été de la guitare classique (août), la Fête des Ballons, le Festival des Cerfs-Volants et des compétitions de la Coupe du Monde Hippique.

## Enseignement
Szczawno-Zdrój possède une école maternelle municipale, une école primaire, une école secondaire publique, ainsi que le groupe scolaire Marie Sklodowska-Curie.

## Transports
La voirie de Szczawno-Zdrój a une longueur totale de 23,22 km. 6 km sont des routes provinciales, entretenues par le Conseil des routes de la voïvodie de Basse-Silésie, à Wrocław. Ce sont les rues Solicka, des Chemins de fer, des Lanciers de la Vistule, Mickiewicz, Sienkiewicz, Chopin et Łączyńskiego. Les autres voies sont des voies locales et leur entretien incombe à la municipalité.
Szczawno-Zdrój est située à l'intersection la route 375, de Wałbrzych à Stare Bogaczowice et Chwaliszów, et de la route 376, de Stary Zdrój à Jabłów. L'aéroport international le plus proche est celui de Breslau.

## Démographie
Au 30 juin 2004, la ville comptait 5 544 habitants, dont 53,3 % de femmes et 46,7 % d'hommes.
| 1818 | 1840  | 2004  | 2005  | 2006  | 2007  | 2008  | 2009  | 2010  |
| ---- | ----- | ----- | ----- | ----- | ----- | ----- | ----- | ----- |
| 970  | 1 602 | 5 544 | 5 544 | 5 506 | 5 555 | 5 586 | 5 586 | 5 634 |

| 2011  | - | - | - | - | - | - | - | - |
| ----- | - | - | - | - | - | - | - | - |
| 5 979 | - | - | - | - | - | - | - | - |

## Santé
Les eaux de Szczawno-Zdrój sont prescrites dans le cadre de cures thermales contre les troubles musculo-squelettiques (orthopédie et séquelles de traumatismes), les affections des voies respiratoires supérieures et inférieures, les troubles gastro-intestinaux, urinaires et oto-rhino-larynghologiques (ORL), ainsi que les allergies. La commune possède, au total, 877 lits médicalisés.
| Établissement                | Nombre de chambres | Nombre de lits |
| Sanatorium « Azalea »        | 50                 | 115            |
| Sanatorium Dabrowka          | 12                 | 24             |
| Sanatorium Miller            | 46                 | 106            |
| Sanatorium Pioneer           | 19                 | 50             |
| Sanatorium Cis               | 12                 | 30             |
| Sanatorium Korona Piastowska | 22                 | 52             |
| Sanatorium Mieszko           | 25                 | 64             |

## Végétation
Szczawno-Zdrój possède des forêts de hêtres. On y trouve aussi des plantes acidophiles, comme le blé polypode et le carex. La population d'ifs regroupe environ 300 spécimens et est la plus importante des Sudètes. Certains de ces arbres sont âgés de plus de 600 ans.